# Dekanat homelski miejski
Dekanat homelski miejski – jeden z dziesięciu dekanatów wchodzących w skład eparchii homelskiej i żłobińskiej Egzarchatu Białoruskiego Patriarchatu Moskiewskiego.

## Parafie w dekanacie
- Parafia św. Aleksandra Newskiego w Homlu
  - Cerkiew św. Aleksandra Newskiego w Homlu
- Parafia św. Andrzeja w Homlu
  - Cerkiew św. Andrzeja w Homlu
- Parafia Gruzińskiej Ikony Matki Bożej w Homlu
  - Cerkiew Gruzińskiej Ikony Matki Bożej w Homlu
- Parafia Iwerskiej Ikony Matki Bożej w Homlu
  - Cerkiew Iwerskiej Ikony Matki Bożej w Homlu
- Parafia św. Jana Kormiańskiego w Homlu
  - Cerkiew św. Jana Kormiańskiego w Homlu
- Parafia św. Jerzego Zwycięzcy w Homlu
  - Cerkiew św. Jerzego Zwycięzcy w Homlu
- Parafia św. Michała Archanioła w Homlu
  - Cerkiew św. Michała Archanioła w Homlu
- Parafia św. Mikołaja Cudotwórcy w Homlu
  - Cerkiew św. Mikołaja Cudotwórcy w Homlu
- Parafia św. Łukasza Wojno-Jasienieckiego w Homlu
  - Cerkiew św. Łukasza Wojno-Jasienieckiego w Homlu
- Parafia św. Pantelejmona w Homlu
  - Cerkiew św. Pantelejmona w Homlu
- Parafia Świętych Piotra i Fewronii w Homlu
  - Cerkiew Świętych Piotra i Fewronii w Homlu
- Parafia Świętych Apostołów Piotra i Pawła w Homlu
  - Sobór Świętych Apostołów Piotra i Pawła w Homlu
- Parafia Przemienienia Pańskiego w Homlu
  - Cerkiew Przemienienia Pańskiego w Homlu
- Parafia św. Serafina z Sarowa w Homlu
  - Cerkiew św. Serafina z Sarowa w Homlu
- Parafia św. Sergiusza z Radoneża w Homlu
  - Cerkiew św. Sergiusza z Radoneża w Homlu
- Parafia Ikony Matki Bożej „Szybko Spełniająca Prośby” w Homlu
  - Cerkiew Ikony Matki Bożej „Szybko Spełniająca Prośby” w Homlu
- Parafia Świętej Trójcy w Homlu
  - Cerkiew Świętej Trójcy w Homlu
- Parafia Ikony Matki Bożej „Wszystkich Strapionych Radość” w Homlu
  - Cerkiew Ikony Matki Bożej „Wszystkich Strapionych Radość” w Homlu
- Parafia św. Michała Archanioła w Kościukówce
  - Cerkiew św. Michała Archanioła w Kościukówce
- Parafia św. Zofii i jej córek św. Wiary, św. Nadziei i św. Miłości w Nowym Życiu
  - Cerkiew św. Zofii i jej córek św. Wiary, św. Nadziei i św. Miłości w Nowym Życiu

## Galeria

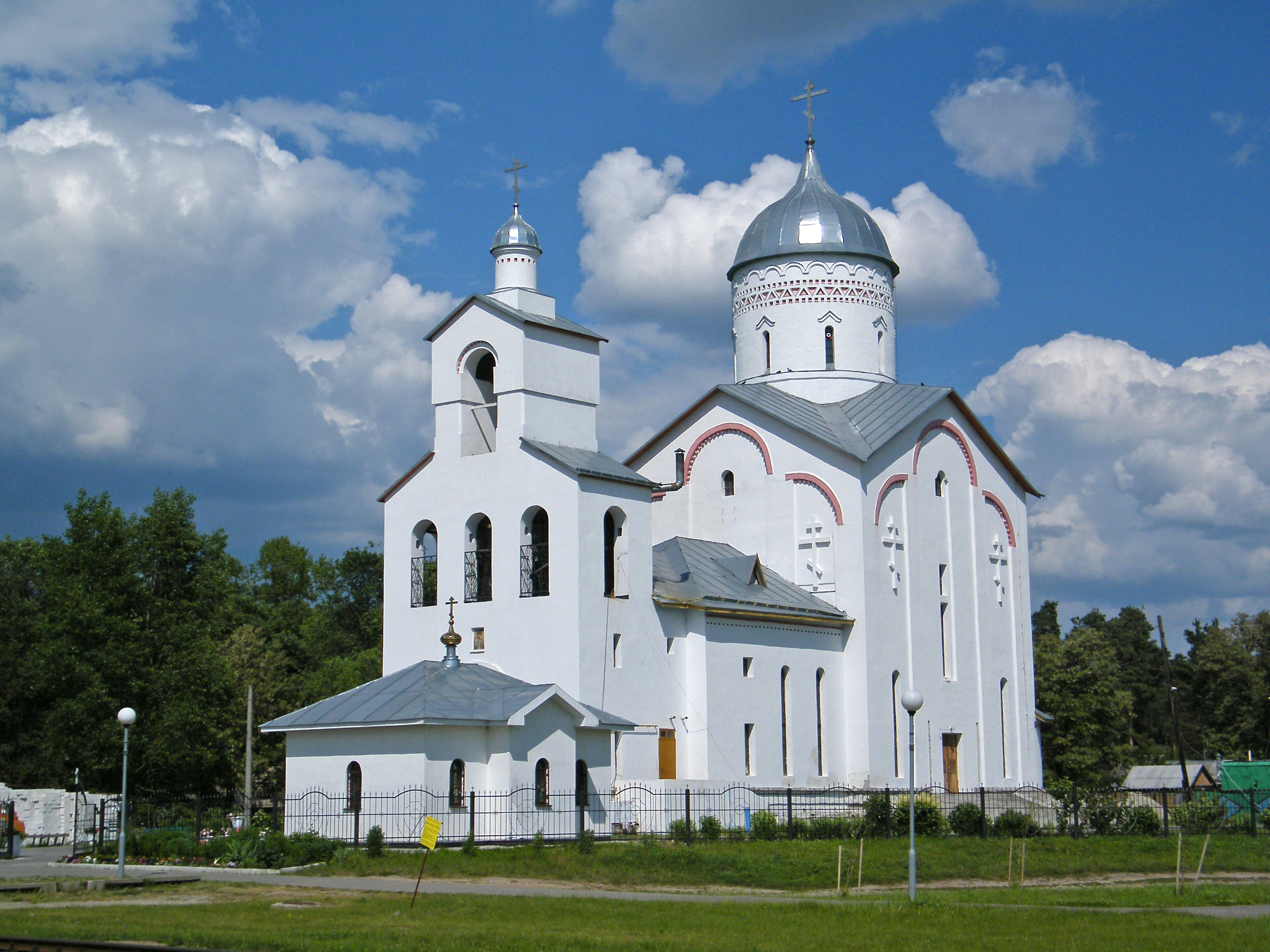
Cerkiew św. Aleksandra Newskiego w Homlu
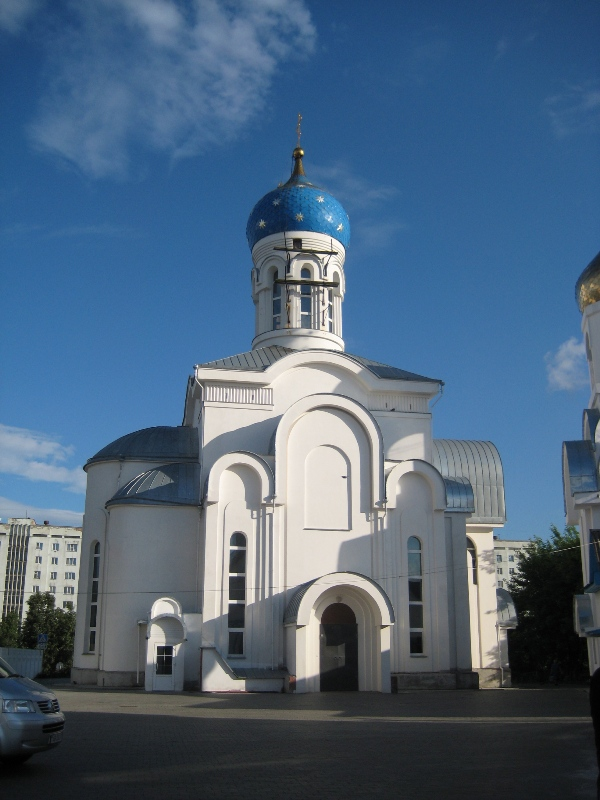
Cerkiew Iwerskiej Ikony Matki Bożej w Homlu
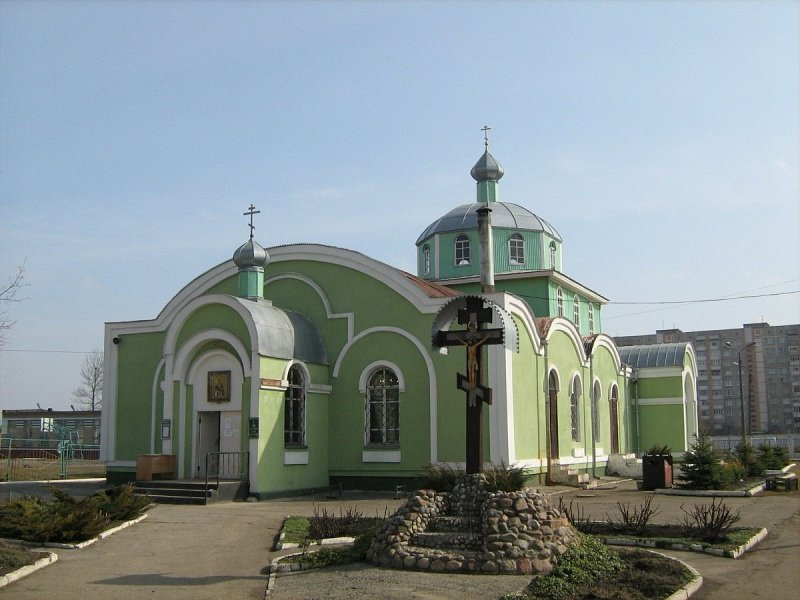
Cerkiew św. Jana Kormiańskiego w Homlu
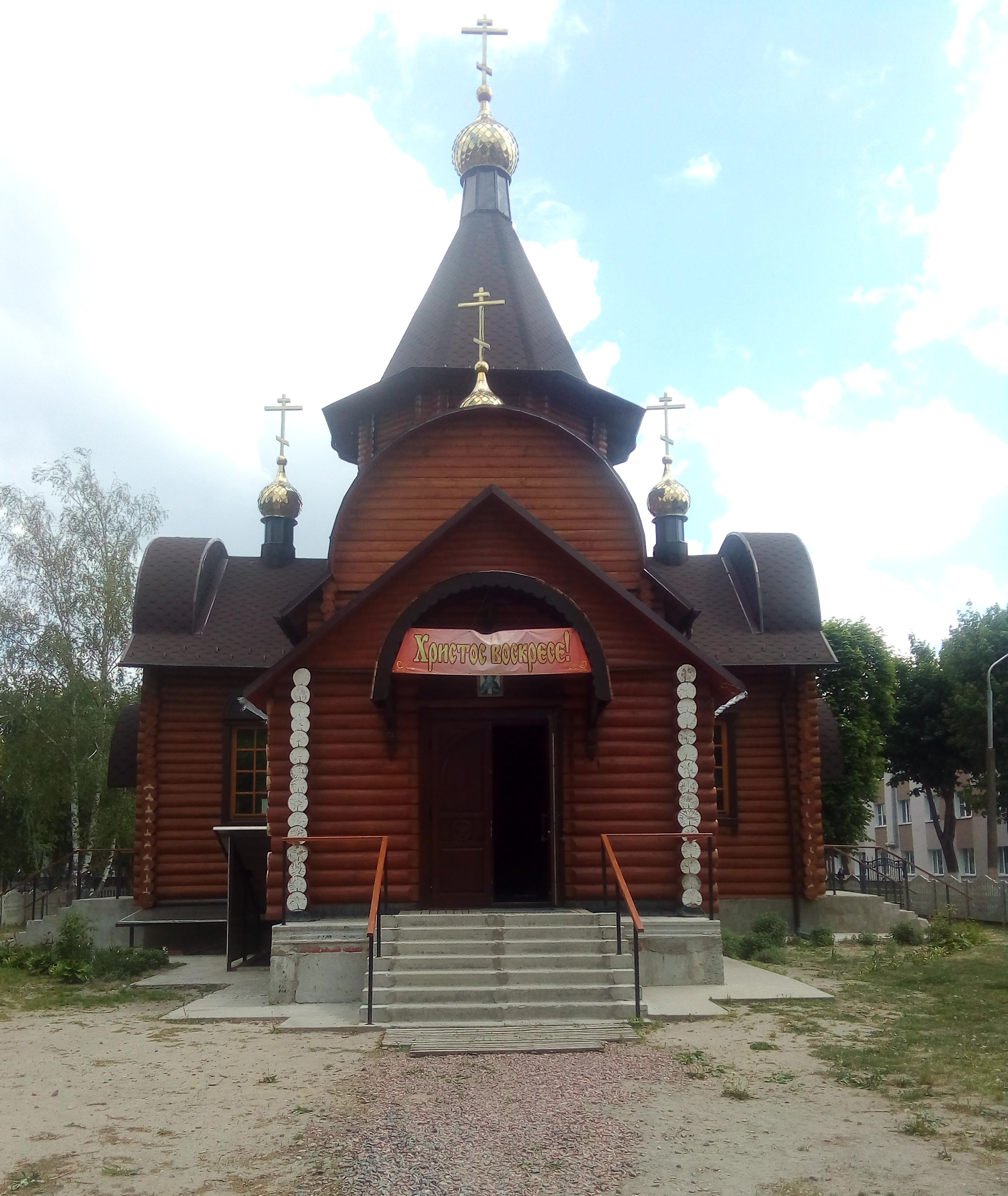
Cerkiew św. Łukasza Wojno-Jasienieckiego w Homlu
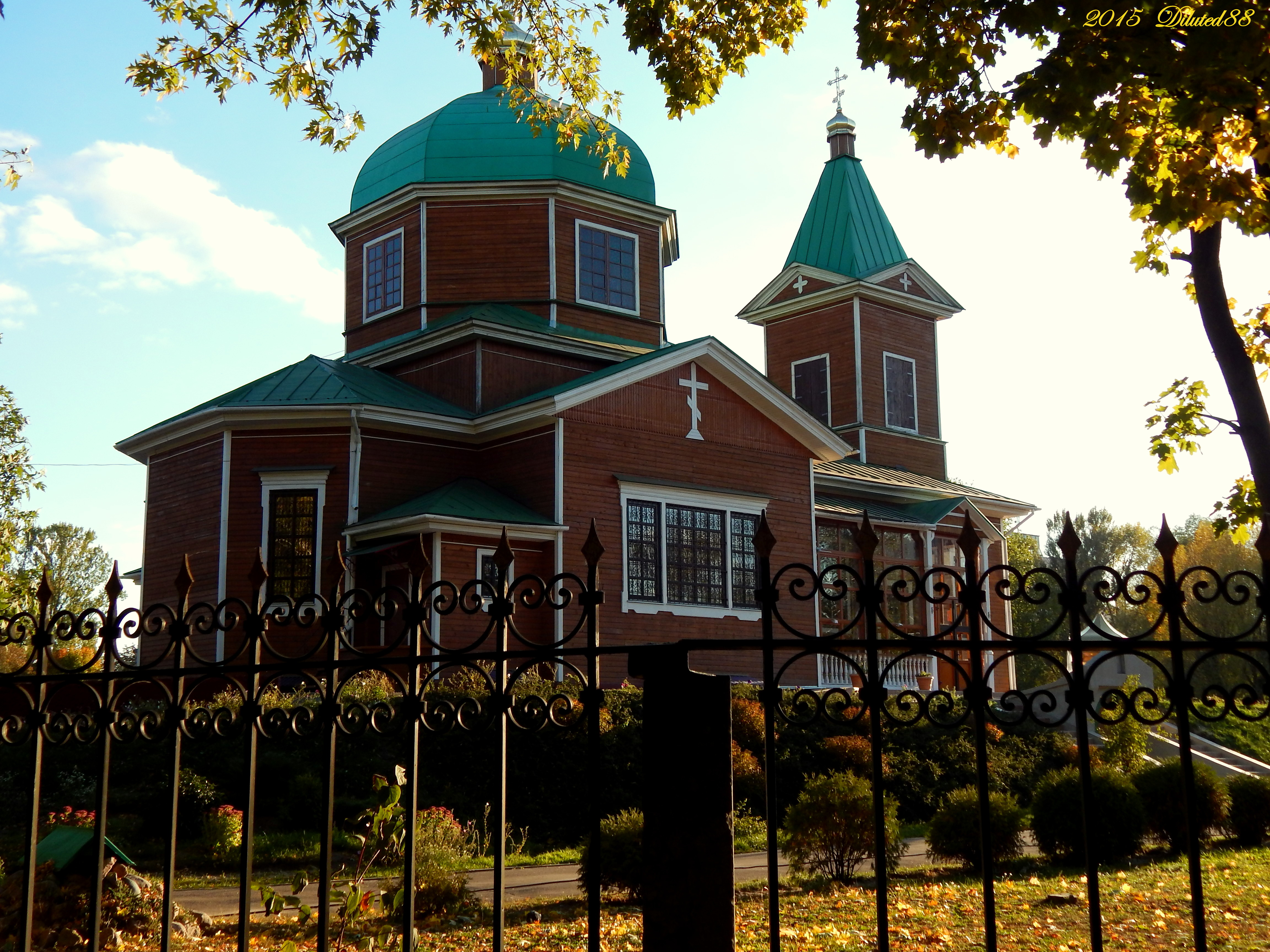
Cerkiew św. Michała Archanioła w Homlu
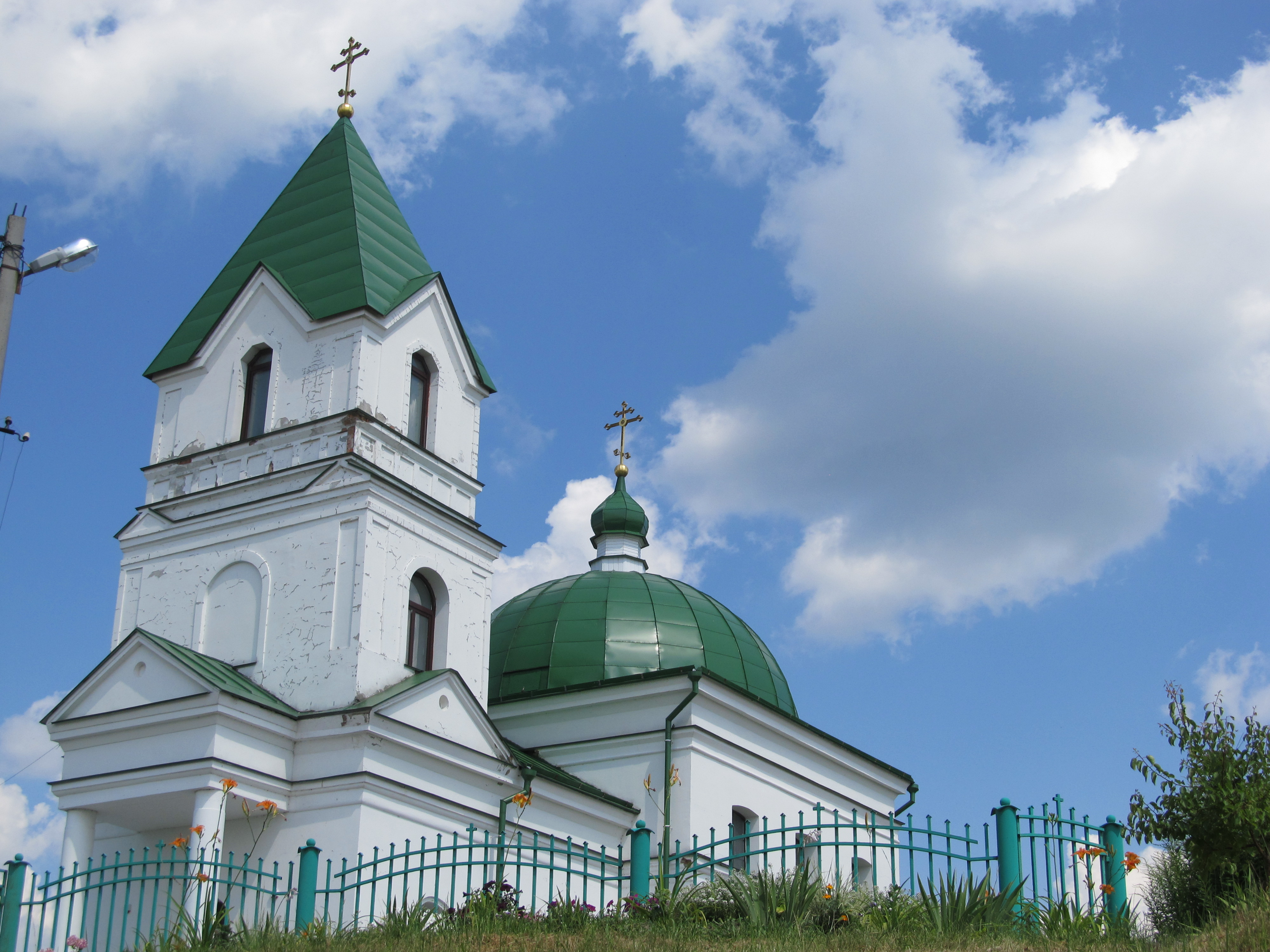
Cerkiew św. Mikołaja Cudotwórcy w Homlu
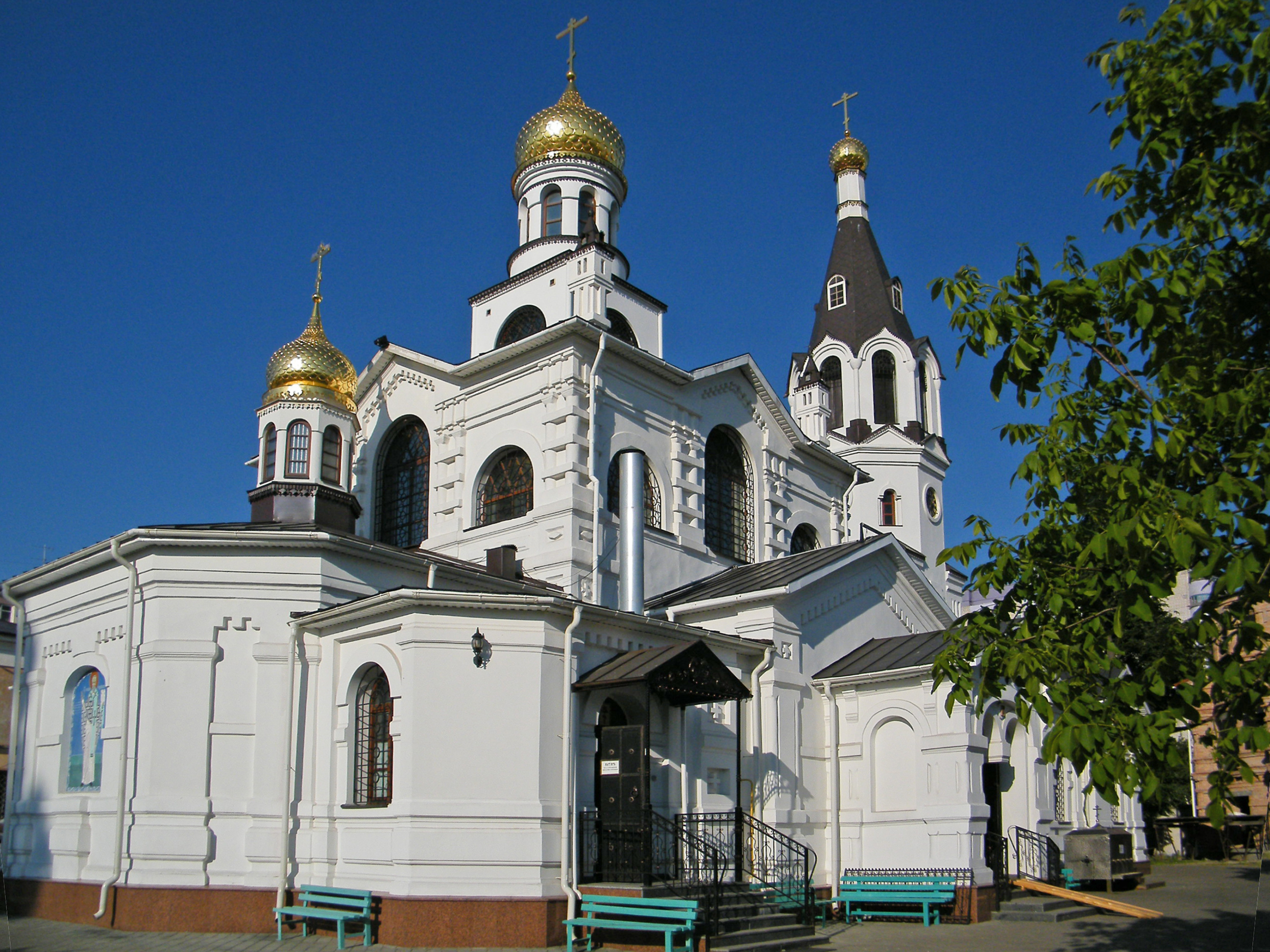
Cerkiew św. Mikołaja Cudotwórcy w Homlu (klasztorna)
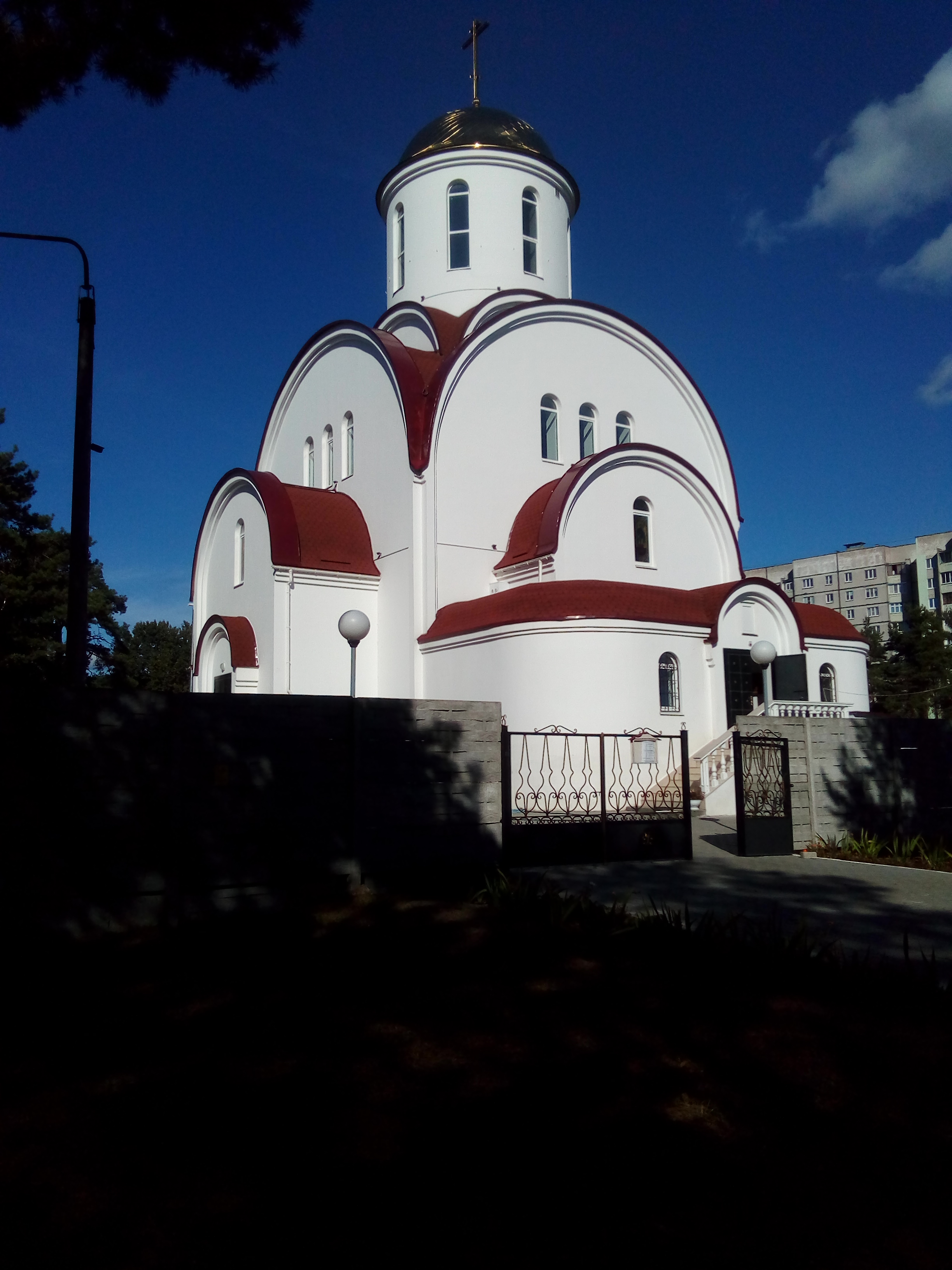
Cerkiew św. Pantelejmona w Homlu
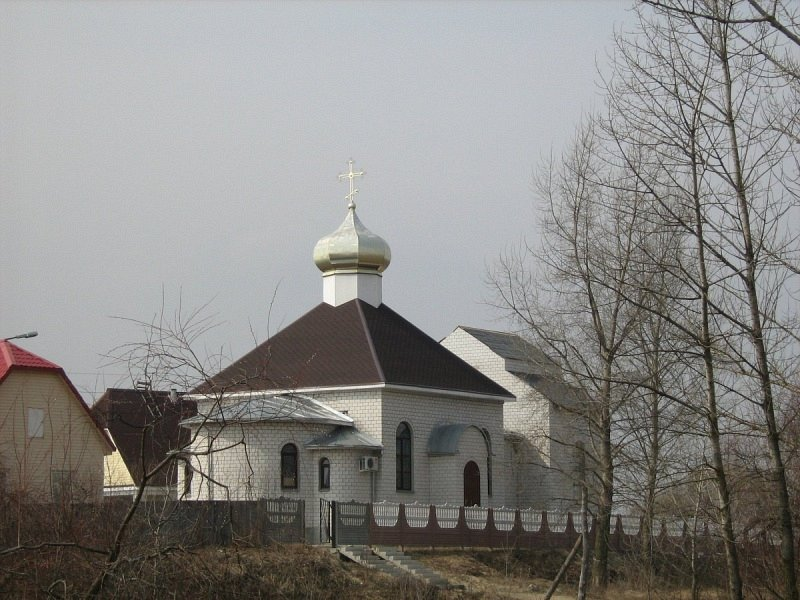
Cerkiew Przemienienia Pańskiego w Homlu
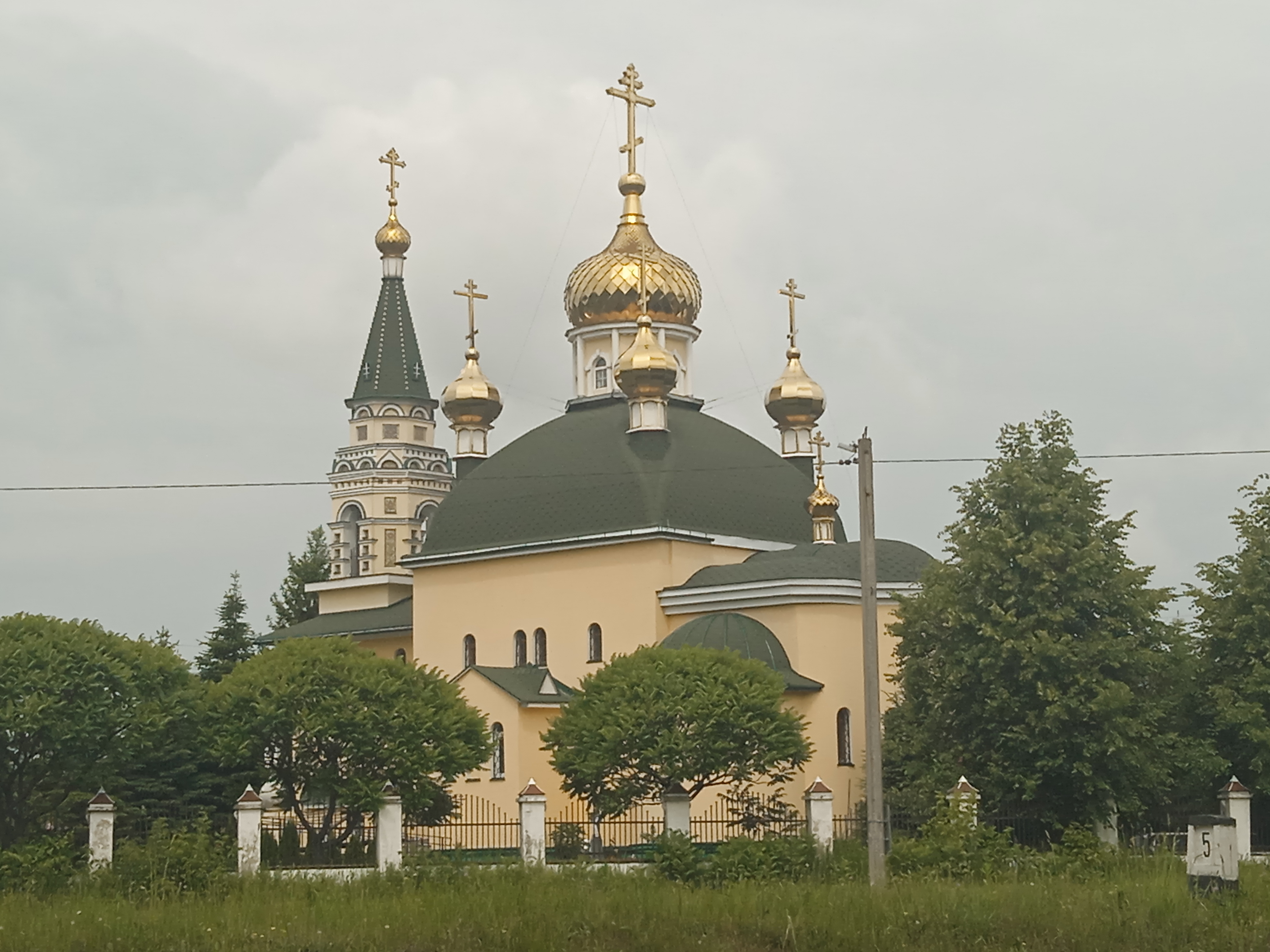
Cerkiew św. Sergiusza z Radoneża w Homlu
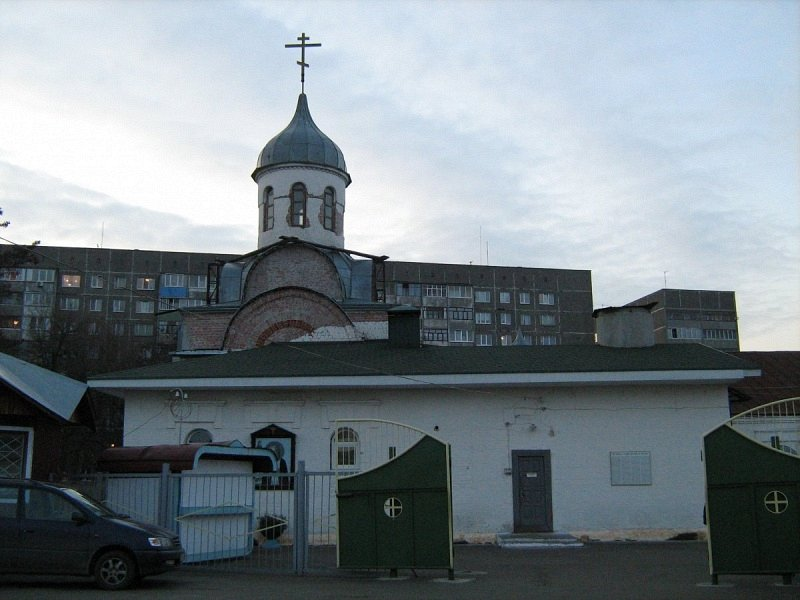
Cerkiew św. Serafina z Sarowa w Homlu
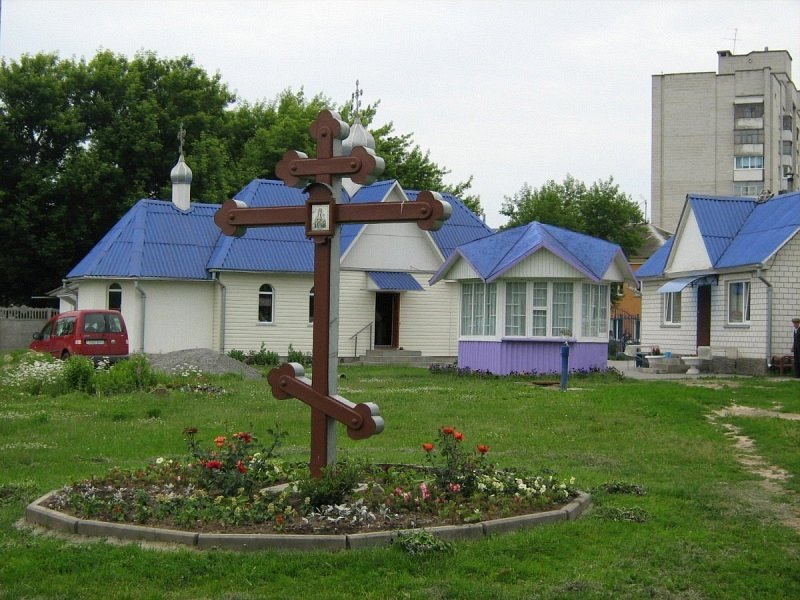
Cerkiew Ikony Matki Bożej „Szybko Spełniająca Prośby” w Homlu
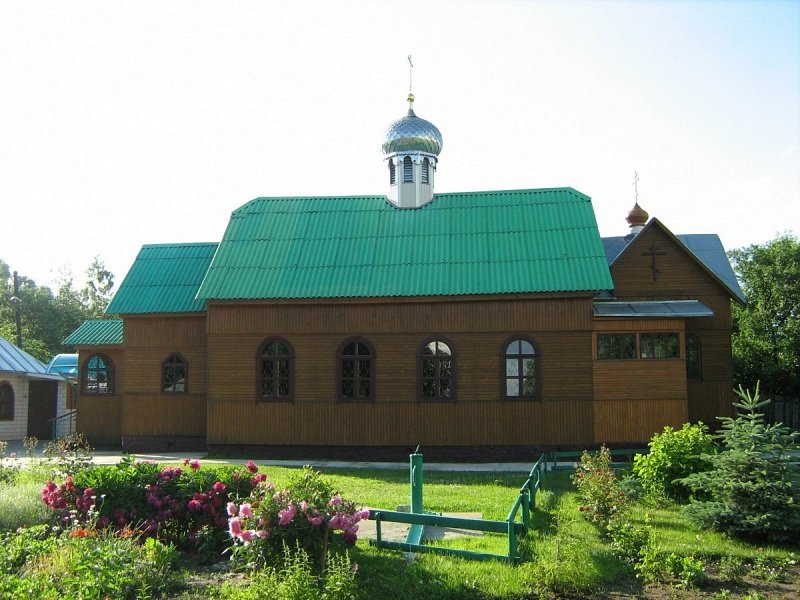
Cerkiew Świętej Trójcy w Homlu
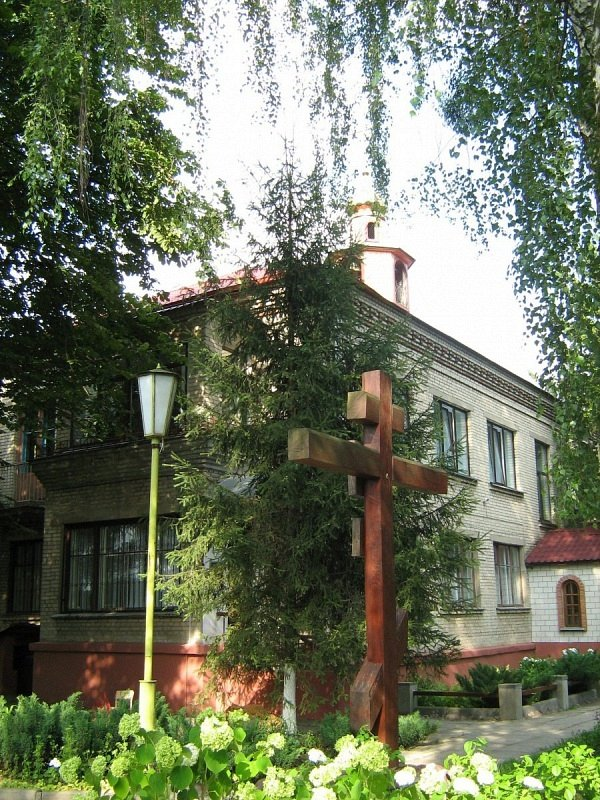
Cerkiew Ikony Matki Bożej „Wszystkich Strapionych Radość” w Homlu